# Висша школа за информационни науки и комуникация
Висшата школа за информационни науки и комуникация (на френски: École des hautes études en sciences de l'information et de la communication, CELSA) е френско висше училище, специализирано в областта на информационните и комуникационните науки. В административно отношение той е департамент на Факултета по хуманитарни науки на Сорбоната, а сградата му се намира в Ньой сюр Сен.
Училището е основано през 1957 г. и подготвя ученици за кариера в областта на комуникациите, маркетинга, човешките ресурси и медиите. Той е и едно от четиринадесетте френски училища по журналистика, признати от индустрията.

## Известни професори
- Фабрис Лардро, френски писател на произведения в жанра съвременен роман